# Deux Frères (chanson)
Pour les articles homonymes, voir Deux Frères.
Singles de PNL
Au DD
(2019) MOWGLI II
(2019)
Pistes de Deux Frères
Celsius
(7) Hasta la vista
(9)
Deux Frères est une chanson du groupe de rap français PNL, sortie le 3 mai 2019. Elle est le quatrième extrait de leur troisième album Deux Frères . Le titre est certifié single de platine.

## Clip

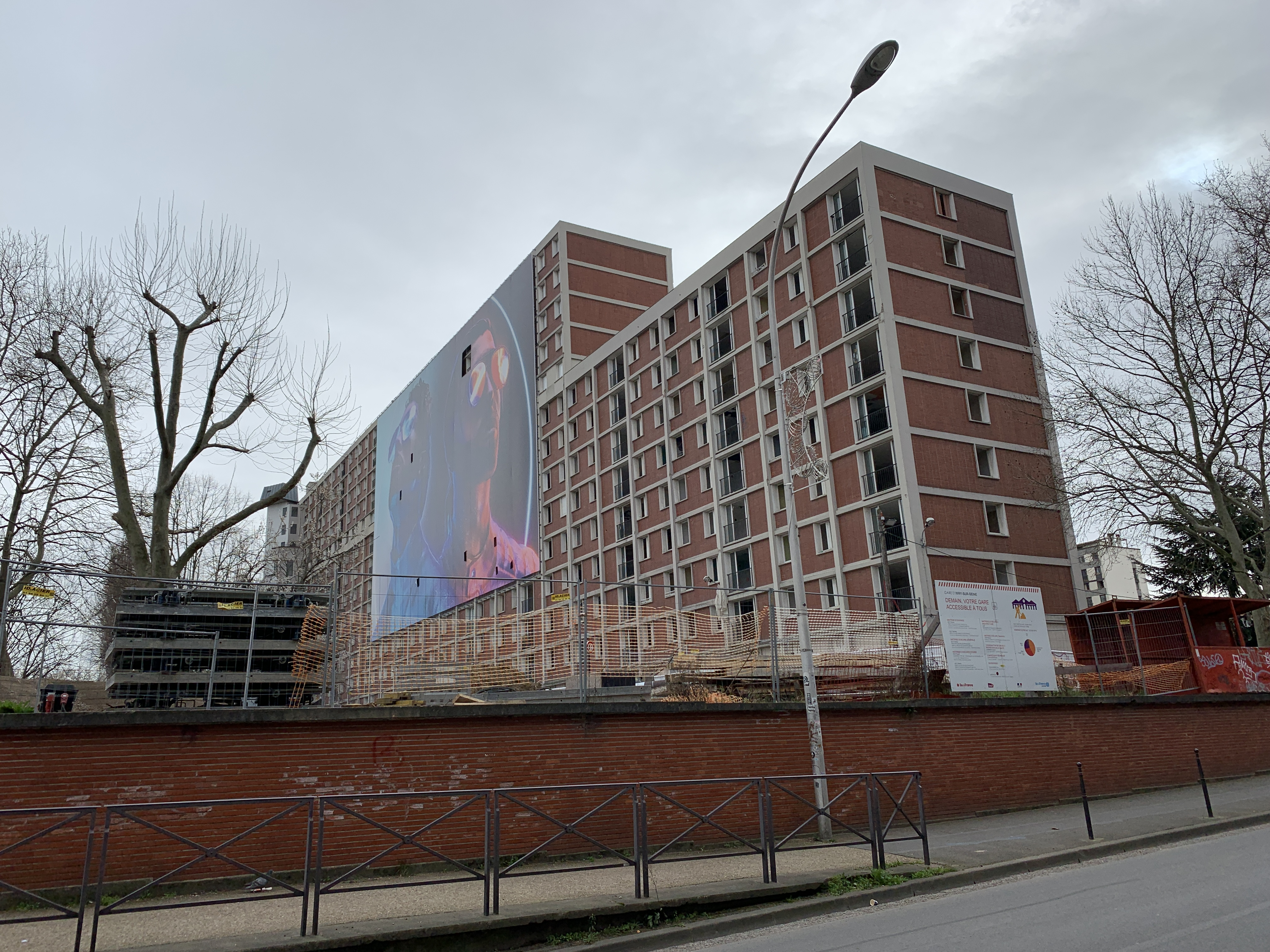
Immeuble de la cité Gagarine à Ivry.

Le clip est tourné en avril 2019 à la cité Gagarine d'Ivry-sur-Seine.

## Certification
| Région | Certification | Ventes/Streams |
| ------ | ------------- | -------------- |
| France | Diamant       | 50 000 000*    |